# Jungmannschaft
Die Jungmannschaft war zwischen 1933 und 1939 eine elsässisch-autonomistische Organisation.
Der Name Jungmannschaft bezeichnete 1931 zunächst eine von Hermann Bickler herausgegebene Beilage zur Elsässischen Landeszeitung (ELZ). 1933 entwickelte Bickler aus dieser Beilage mit Unterstützung durch Friedrich Spieser ein eigenständiges Publikationsorgan, das elsässisches Volkstum und elsässischen Partikularismus vertrat und sich strikt gegen eine Assimilation der Elsässer in das Frankreich der Dritten Republik aussprach. Unter dem Namen dieses Presseorgans und mit den gleichen politischen Zielen baute Bickler in den folgenden Jahren eine politische Organisation auf.
Die Jungmannschaft entwickelte sich unter Bicklers Führung allmählich von einer autonomistischen zu einer separatistischen Gruppierung und wurde von der französischen Polizei bald als pro-nationalsozialistisch eingeschätzt. Die Jungmannschaft war eine nach dem Führerprinzip organisierte Kaderpartei mit Vertrauensleuten, Zellen, Ortsgruppen und einem „Rat der Leitung“ mit Bickler als Führer. Ihre Mitglieder trugen eine braune Uniform mit schwarzer Armbinde und roter Wolfsangel, vergleichbar dem Wappen der Nationaal-Socialistische Beweging in Nederland (NSB), die etwa zur gleichen Zeit wie die Jungmannschaft entstanden war. Wahlspruch war „Freies Volk – im eigenen Land“ und als Marschlied wurde „Treu dem Elsaß sollst Du bleiben“ gesungen. Auf der Versammlung der Jungmannschaft am 17. Mai 1933 soll Bickler nach einem Bericht der Sûreté Générale gesagt haben:"Wir anderen von der Jungmannschaft, wir sind geschaffen, um uns von den Ideen Hitlers inspirieren zu lassen und sie im Elsass zu verbreiten. Wir haben Hitlerwesen in uns. " 1942 schrieb Bickler: "Wir kämpfen als Nationalsozialisten und als solche behandelt uns der Feind."
Protestantische Theologie-Studenten und Pfarrer gehörten zum Führungskreis. Trotz des Namens waren die Mitglieder der Jungmannschaft ganz überwiegend zwischen 18 und 45 Jahren, teilweise auch noch älter. Um sich den gesetzgeberischen Maßnahmen der französischen Regierung gegen die Gruppierungen der extremen Rechten (die sog. ligues) zu entziehen, gab sich die Jungmannschaft 1936 ein Parteistatut und nannte sich Elsaß-Lothringische Partei. Man verstand sich aber weiterhin als Bewegung und beteiligte sich deshalb auch nicht an Wahlen. Seit März 1937 erschien zunächst 14-täglich, dann wöchentlich das Kampfblatt „Frei Volk“, in dem das Deutsche Reich gegen Angriffe in der französischen Presse verteidigt und dessen Rassenideologie auf die politische Situation im Elsass angewandt wurde.
Deutliche Unterschiede zum Nationalsozialismus bestanden in der unbedingt positiven Einstellung des Blattes zur christlichen (und insbesondere protestantischen) Religion wie in der nichtimperialistischen Volkstumsideologie, die gegenüber anderem Volkstum keine imperialistischen Ansprüche kannte und formulierte. So löste die Besetzung "Rest-Tschechiens" durch das nationalsozialistische Deutschland im März 1939 Unbehagen aus, man warnte vor einer Assimilationspolitik, die jener der Französischen Regierung im Elsass gleiche.
In den Jahren 1937 und 1938 erregten Mitglieder der Gruppierung durch anti-französische Provokationen (Einholen der Trikolore, Absingen des Deutschlandliedes) öffentliches Aufsehen. Nach einem Bericht der Sûreté nationale vom April 1938 umfasste die Jungmannschaft 116 Ortsgruppen mit ca. 1000 Mitgliedern.
Während der Sudetenkrise kam es nach einer Versammlung in Straßburg, auf der Bickler wiederum separatistische und antifranzösische Positionen vertreten hatte, am 3. Oktober 1938 zu einer polizeilichen Durchsuchung des Hauptquartiers der Jungmannschaft. Am 21. April 1939 wurde die Organisation in Anbetracht der zunehmenden Spannungen mit dem nationalsozialistischen Deutschland von der französischen Regierung verboten.
Nach der Besetzung durch deutsche Truppen 1940 kam die Mehrzahl der neu ernannten NSDAP-Kreisleiter im Elsass aus den Reihen der Jungmannschaft.